# Scottish Gridiron Association 1998
La Scottish Gridiron Association 1998 è stata la 4ª e ultima edizione dell'omonimo torneo di football americano.
I risultati sono noti solo in parte.

## Squadre partecipanti
| Club                  | Città         | Stadio | Sponsor ufficiale | Risultato nella stagione 1997 |
| --------------------- | ------------- | ------ | ----------------- | ----------------------------- |
| Dundee Whalers        | Dundee        |        |                   |                               |
| East Kilbride Pirates | East Kilbride |        |                   |                               |
| Lothian Raiders       | Edimburgo     |        |                   |                               |
| Stirling Broncos      | Stirling      |        |                   |                               |
| Strathclyde Sheriffs  | Glasgow       |        |                   |                               |

## Stagione regolare

### Incontri
| 10 maggio 1998 | Strathclyde Sheriffs | 12 – 44 | East Kilbride Pirates |  |

| 10 maggio 1998 | Lothian Raiders | 8 – 15 | Strathclyde Sheriffs |  |

| 31 maggio 1998 | East Kilbride Pirates | 86 – 0 | Lothian Raiders |  |

| 31 maggio 1998 | Dundee Whalers | 19 – 6 | Stirling Broncos |  |

| 21 giugno 1998 | East Kilbride Pirates | 28 – 0 | Dundee Whalers |  |

### Classifica
La classifica della regular season è la seguente:
- PCT = percentuale di vittorie, G = partite giocate, V = partite vinte,  P = partite perse, PF = punti fatti, PS = punti subiti

| Pos. | Squadra               | PCT   | G   | V   | N   | P   | PF    | PS    |
| ---- | --------------------- | ----- | --- | --- | --- | --- | ----- | ----- |
| 1    | East Kilbride Pirates | 1.000 | 5   | 5   | 0   | 0   | 158+? | 12+?  |
| ?    | Strathclyde Sheriffs  | .200  | 5   | 1   | 0   | 4   | 27+?  | 52+?  |
| ?    | Dundee Whalers        | ?     | 2+? | 1+? | 0+? | 1+? | 19+?  | 34+?  |
| ?    | Stirling Broncos      | ?     | 1+? | 0+? | 0+? | 1+? | 6+?   | 19+?  |
| ?    | Lothian Raiders       | ?     | 2+? | 0+? | 0+? | 2+? | 8+?   | 101+? |

## SGA Bowl IV
| 23 agosto 1998 | East Kilbride Pirates | 50 – 6 | Dundee Whalers |  |

## Verdetti
- East Kilbride Pirates vincitori della SGA 1998